# Померанц, Григорий Соломонович
Григо́рий Соломо́нович Помера́нц (13 марта 1918 года, Вильна — 16 февраля 2013 года, Москва) — советский и российский философ, культуролог, писатель, эссеист.

## Биография
Родился в Вильно в незадолго до того провозгласившей независимость Литве, в семье бухгалтера Шлойме Гершоновича Померанца (1878, Граево — ?) и актрисы Пайи (Полины) Израилевны Померанц (урождённой Гинзбург; 1893, Вильна — ?). Родители заключили брак там же в 1911 году. В доме говорили на идише, польском и русском языках. Жил с матерью, пока в 1925 году семья не воссоединилась в Москве (отец бежал из Польши в Москву ещё в 1922 году).
С детства был дружен с одноклассником Владимиром Орловым, впоследствии журналистом. После развода родителей жил с отцом; мать уехала в Харьков, где поступила актрисой в Харьковский государственный еврейский театр (Харьковский ГосЕТ), а в 1934 году — в Киевский государственный еврейский театр (Киевский ГосЕТ).
В 1940 году окончил литературный факультет ИФЛИ. В 1940—1941-м учебном году читал лекции в Тульском педагогическом институте.
После начала войны подал заявление в военкомат добровольцем, но из-за ограничения по зрению его не призвали сразу. До призыва был в гражданской обороне — охранял обувную фабрику. 16 октября 1941 года принят в ополчение в Коммунистические батальоны, сформированные по дороге на Шереметьево у деревни Новые Луки.
В середине января 1942 года в рядах 3-й Московской Коммунистической дивизии (добровольческой), ставшей к этому моменту 130-й стрелковой, направлен на Северо-Западный фронт, под Старую Руссу. В первых числах февраля 1942 года был контужен и ранен в ногу при бомбёжке во время пребывания в медсанбате, где ему «обрабатывали царапину».
Летом 1942 прибыл в 258-ю стрелковую дивизию (2-го формирования), где был зачислен в трофейную команду и, вследствие ранения оставшись хромым, прикомандирован к редакции дивизионной газеты в качестве литсотрудника. Осенью 1942 года вступил в ВКП(б) и был назначен комсоргом управления дивизии (собирал членские взносы и писал рекомендации в партию от имени общего собрания).
Как указывает в своих воспоминаниях Померанц, «практически никто мной не руководил. Раз в две недели я приезжал в редакцию (помыться в тыловой баньке)». Дивизия в это время воевала под Сталинградом — 4 мая 1943 года за проявленный героизм она стала 96-й гвардейской стрелковой дивизией. 5 мая 1943 года, в День печати, стрелок 406 стрелкового полка 96-го гвардейской стрелковой дивизии, корреспондент дивизионной газеты красноармеец Померанц был награждён медалью «За боевые заслуги». В сентябре 1943 года литературный сотрудник газеты 96-й гвардейской стрелковой дивизии красноармеец Померанц награждён медалью «За оборону Сталинграда».
До весны 1944 года служил в редакции литературным сотрудником. Во время доформирования дивизии в Белоруссии формально зачисляется сержантом в 291-й гвардейский стрелковый полк, а затем переходит на лейтенантскую должность комсорга в стрелковый батальон и становится младшим лейтенантом — после Сталинграда партработникам не рекомендовалось поднимать цепи в атаку.
Летом, получив звание младшего лейтенанта, перешёл на должность парторга в 3-й батальон 291-го гвардейского стрелкового полка и вновь начал участвовать в боевых действиях, материалы о которых оперативно публиковал в дивизионной газете «Знамя Победы». Дивизия в это время участвовала в освобождении Белоруссии, дойдя до Бреста и вступив на территорию Польши.
Приказом №: 35/н от: 12.08.1944 по 96 гв. сд 3 гв. ск 28 А 1 Белорусского фронта комсорг стрелкового батальона 291-го стрелкового полка 96-й гвардейской стрелковой дивизии гвардии сержант Померанц награждён орденом Красной Звезды за проявленную отвагу, инициативу, мужество в боях за города Слуцк и Барановичи.
15 сентября 1944 года 28-ю армию, в состав которой входила 96-я гв. с. д., вывели в резерв Ставки ВГК, а 13 октября она была передана 3-му Белорусскому фронту, в составе которого участвовала в наступлении в Восточной Пруссии. В октябре 1944 года получил второе ранение в левую руку (осколки повредили палец и ладонь). Во время пребывания в госпитале ему был вручён орден «Красной Звезды». Выписавшись из медсанбата, был направлен литературным сотрудником дивизионной газеты в 61-ю стрелковую дивизию, где вскоре получил второй орден от начальника политотдела и звание лейтенанта. Описывая обстоятельства получения ордена в своей автобиографии, Г. С. Померанц приводит монолог начальника политотдела: «„Что ж тебе за три года ничего не дали?“ (глядя на мою пустую грудь, — медали „За боевые заслуги“ я не носил) и выписал мне орден».
Приказом №: 26/н от: 17.05.1945 года ВС 28-й армии 1-го украинского фронта гвардии лейтенант Померанц награждён орденом Отечественной войны 2-й степени за личную отвагу, проявленную в боях за г. Цинтен.

Могила Померанца на Даниловском кладбище Москвы.

### После войны
В декабре 1945 года исключён из партии за «антисоветские разговоры», демобилизован и возвратился в Москву, где работал в «Союзпечати». В 1949 году был арестован по обвинению в антисоветской агитации, был осуждён на 5 лет лагерей. До 1953 года содержался в Каргопольлаге, после освобождения по амнистии три года работал учителем в станице Шкуринской в Краснодарском крае, а после реабилитации в 1956 году (так и не восстановившись в партии) — библиографом в отделе стран Азии и Африки в ИНИОН АН СССР.
Участник диссидентского движения. Как публицист Померанц стал заметен в диссидентских кругах после его антисталинистского доклада «О роли нравственного облика личности в жизни исторического коллектива», прочитанного 3 декабря 1965 года в Институте философии.
Впоследствии Померанц вёл многолетнюю заочную полемику с Солженицыным, отстаивая ценности либерализма и духовной автономии личности против того, что он считает «почвенническим утопизмом» и национализмом писателя. Было замечено и его распространявшееся в списках эссе «Квадрильон». Как философ Померанц считал религию и глубинную философию основами человеческого бытия. Путём выхода из духовных и политических кризисов современности он полагал «отказ от наукообразных и мифологизирующих идеологий, „самостоянье“ личности в религии и культуре, путь вглубь себя взамен растворения в массе». Вместе со второй женой Зинаидой Миркиной вёл собственный религиозно-философский семинар в Москве.
Одно из самых цитируемых высказываний Померанца посвящено воздействию социальной полемики на общество:
Только в 1970 году, вдумываясь, почему Достоевский мало кого убедил своими «Бесами», я сформулировал догмат полемики: «Дьявол начинается с пены на губах ангела... Всё рассыпается в прах, и люди, и системы, но вечен дух ненависти в борьбе за правое дело, и потому зло на земле не имеет конца». В полемике 70-х годов я упорно, в мучительной борьбе с собой, смахивал с губ эту пену и сформулировал второй догмат: «Стиль полемики важнее предмета полемики. Предметы меняются, а стиль создаёт цивилизацию».Догматы полемики 
Член Академии гуманитарных исследований.
Умер 16 февраля 2013 года в Москве, на 95-м году жизни. Похоронен на Даниловском кладбище.

### Семья
Первая жена (1956—1959) — литературовед Ирина Игнатьевна Муравьёва.
Вторая жена — поэтесса, переводчица Зинаида Александровна Миркина.
Неродной внук — историк и религиовед Алексей Владимирович Муравьёв.

## Диссертации
Первая (курсовая) работа была написана Г. С. Померанцем ещё до начала Великой Отечественной войны; в ней рассматривались произведения Ф. М. Достоевского. Но в 1949 году, после ареста по обвинению в антисоветской деятельности, диссертация была ликвидирована «как документ, не относящийся к делу».
Кандидатская диссертация «Некоторые течения восточного религиозного нигилизма» была написана Померанцем в 1968 году. На 500 страницах текста рассматривалась по большей части буддийская школа дзэн. Диссертация стала первым советским научным текстом, описывающим данную школу настолько подробно. Но перед самым началом защиты в Институте востоковедения Академии наук Померанц поставил свою подпись в защиту участников демонстрации 25 августа 1968 года против введения в Чехословакию войск СССР, состоявшейся на Красной площади. После этого защита не состоялась по формальной причине «отсутствия кворума в Учёном совете», фактической причиной стал «приказ сверху». Автореферат диссертации, однако, был уже опубликован. Позднее рукопись диссертации активно использовал Андрей Тарковский при работе над «Сталкером».
В дальнейшем Померанц отказался от новых попыток написания диссертаций.

## Отзывы
Буддолог Н. В. Абаев выражал благодарность Г. С. Померанцу за большую помощь в ознакомлении с учением и культурой школы чань в период обучения Абаева в аспирантуре Института востоковедения, а также указывал, что Померанц является «выдающимся философом Новейшего Времени», который в значительной степени специализировался на дзэнской школе.
Высоко ценил его академик Николай Иосифович Конрад.

## Награды
- Орден Красной Звезды (16 августа 1944 года)
- Орден Отечественной войны II степени (17 мая 1945 года)
- медаль «За боевые заслуги» (22 декабря 1943 года)
- медаль «За оборону Сталинграда» (20 декабря 1942 года)
- медаль «За победу над Германией в Великой Отечественной войне 1941—1945 гг.»
- медаль «Ветеран труда»
- юбилейные медали СССР

## Статьи
- Одиноко прочерченный путь // Дельфис № 29(1/2002)
- Басё и Мандельштам // Теоретические проблемы изучения литератур Дальнего Востока. М., 1970. С. 195—202.
- Диалог религиозных культур, или к читателям нашей книги // Дельфис № 11(3/1997)
- Дзэн // Дебитор — Евкалипт. — М. : Советская энциклопедия, 1972. — (Большая советская энциклопедия : [в 30 т.] / гл. ред.  А. М. Прохоров ; 1969—1978, т. 8).
- Дзэн и его наследие // Народы Азии и Африки, 1964, № 4.
- Европейское наследие в становлении глобального диалога культур // Актуальные проблемы Европы. — Институт научной информации по общественным наукам РАН, 2000. — № 2. — С. 15—35. — ISSN 0235-5620.
- Парадоксы дзен (О течении буддизма) // Наука и религия. — 1989. — № 5.
- Традиция и непосредственность в буддизме чань (дзэн). // Роль традиций в истории и культуре Китая. М., 1972.
- Соломин Г. С. (псевдоним). К анализу взглядов Ку Хун-мина // Китай: традиции и современность / Отв. ред. Л. П. Делюсин. — М.: Главная редакция восточной литературы издательства Наука, 1976. — С. 153—167. — 335 с.[32]
- О причинах упадка буддизма в средневековой Индии // Антология гнозиса (сб. ст.). Т. 1. СПб., 1994. С. 169—195.